# NGC 1022

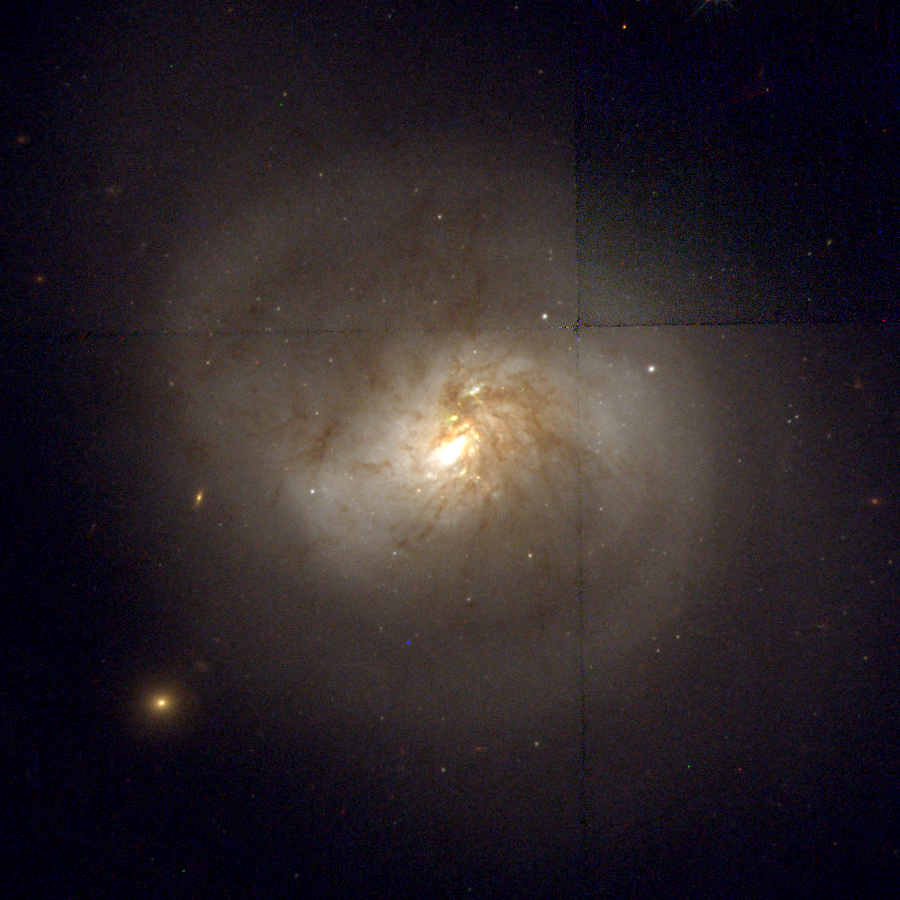
NGC 1022 par le télescope spatial Hubble.

NGC 1022 est une galaxie spirale barrée de grand stylesituée dans la constellation de la Baleine. NGC 1022 a été découverte par l'astronome germano-britannique William Herschel en 1785.

## Caractéristiques
La classe de luminosité de NGC 1022 est I et elle présente une large raie HI. Elle renferme également des régions d'hydrogène ionisé et c'est une galaxie à sursauts de formation d'étoiles.

### Distance
Sa vitesse par rapport au fond diffus cosmologique est de 1 231 ± 17 km/s, ce qui correspond à une distance de Hubble de 18,2 ± 1,3 Mpc (∼59,4 millions d'al).
À ce jour, deux mesures non basées sur le décalage vers le rouge (redshift) donnent une distance de 22,250 ± 5,303 Mpc (∼72,6 millions d'al), ce qui est à l'intérieur des valeurs de la distance de Hubble. Notons cependant que c'est avec la valeur moyenne des mesures indépendantes, lorsqu'elles existent, que la base de données NASA/IPAC calcule le diamètre d'une galaxie et qu'en conséquence le diamètre de NGC 1022 pourrait être d'environ 12,7 kpc (∼41 400 al) si on utilisait la distance de Hubble pour le calculer.

### Morphologie
NGC 1022 a été utilisée par Gérard de Vaucouleurs comme une galaxie de type morphologique (R)SB(rs)a pec dans son atlas des galaxies,.

### Luminosité dans l'infrarouge
La luminosité de la galaxie de NGC 1022 dans l'infrarouge lointain (de 40 à 400 µm)  est égale à 1,58 × 1010 {\displaystyle L_{\odot }} (1010,20{\displaystyle L_{\odot }}) et sa luminosité totale dans l'infrarouge (de 8 à 1 000 µm) est de 2,24 × 1010 {\displaystyle L_{\odot }} (1010,35{\displaystyle L_{\odot }}).

## Groupe de NGC 1084
NGC 1022 appartient au groupe de NGC 1084 qui compte au moins 14 galaxies dont les galaxies du catalogue NGC suivantes : NGC 988, NGC 991, NGC 1022, NGC 1035, NGC 1042, NGC 1047, NGC 1051 (=NGC 961), NGC 1052, NGC 1084, NGC 1110, et NGC 1140. Toutes ces galaxies, sauf NGC 1047 et NGC 1140, sont aussi mentionnées dans une liste publiée sur le site « Un Atlas de L'Univers » de Richard Powell. Powell emploie toutefois le nom de groupe de NGC 1052.